# Stadtroda

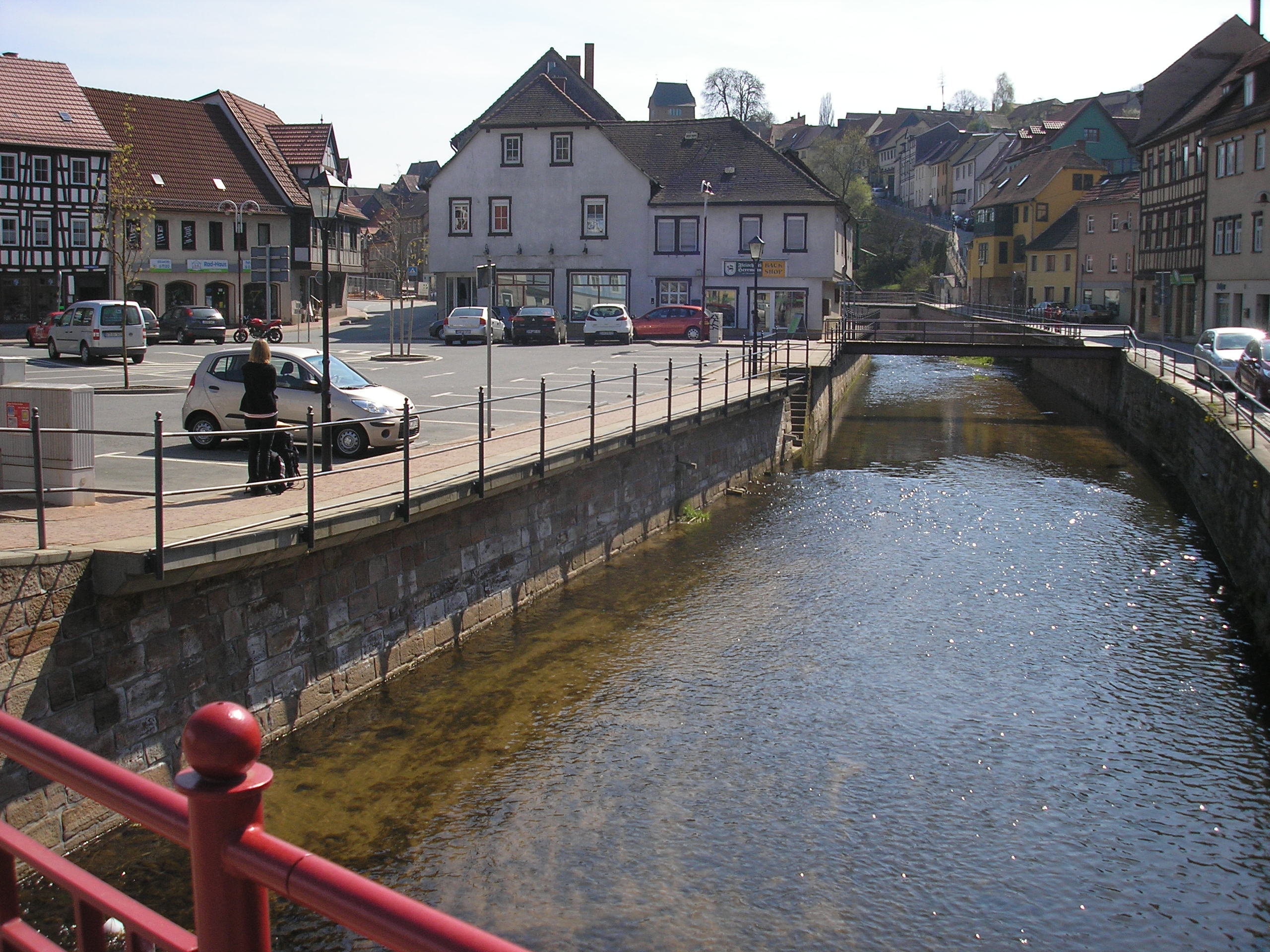
Die Roda im Ortszentrum

Stadtroda (bis 1925 Roda) ist eine Kleinstadt im thüringischen Saale-Holzland-Kreis.

## Geographie

### Lage
Stadtroda liegt auf einer Höhe zwischen 200 m und 280 m im Thüringer Holzland an der Roda, einem Nebenfluss der Saale. Am Nordrand der Stadt mündet der das Naherholungsgebiet Zeitzgrund durchfließende Zeitzbach in die Roda.

### Stadtgliederung
Zu Stadtroda gehören die Ortsteile Hainbücht (erster urkundlicher Nachweis 1457), Gernewitz (20. März 1252) und Podelsatz (1. Dezember 1433).
Seit 1. Januar 2019 sind Quirla, Dorna und Bollberg ebenfalls Ortsteile von Stadtroda.

### Nachbargemeinden
Angrenzende Gemeinden sind im Uhrzeigersinn Schlöben, Ruttersdorf-Lotschen und Bobeck im Norden, Schleifreisen, Mörsdorf und Möckern im Osten, Lippersdorf-Erdmannsdorf, Tissa, Tröbnitz, Geisenhain und Gneus im Süden sowie Großbockedra, Rausdorf und Laasdorf im Westen.
Stadtroda ist die erfüllende Gemeinde für die Gemeinden Möckern und Ruttersdorf-Lotschen.

## Geschichte
Stadtroda geht auf eine Ansiedlung am Fluss Roda aus dem 9. bis 10. Jahrhundert zurück und begann als Marktfleck auf einem Berg, wo sich heute der Stadtteil „Alter Markt“ befindet. Seit 1013 befindet sich dort ein Wehrturm, welcher erst aus Holz und später aus Stein bestand. Dieser ist seit Hunderten von Jahren der Turm der Heilig-Kreuz-Kirche, die nun über 1000 Jahre alt ist.
Der Ort wurde 1210 erstmals erwähnt. Im Jahr 1247 wurde Stadtroda im Zusammenhang mit einem Zisterzienserinnenkloster genannt. Das Kloster diente den zu dieser Zeit in Ostthüringen auftretenden Herren von Lobdeburg als Grablege. Von den Grafen von Schwarzburg erhielt der Ort 1310 das Stadtrecht. Der Rat wurde 1403, der Bürgermeister 1434 genannt. Die Reformation führte 1531 zur Aufhebung des Klosters.

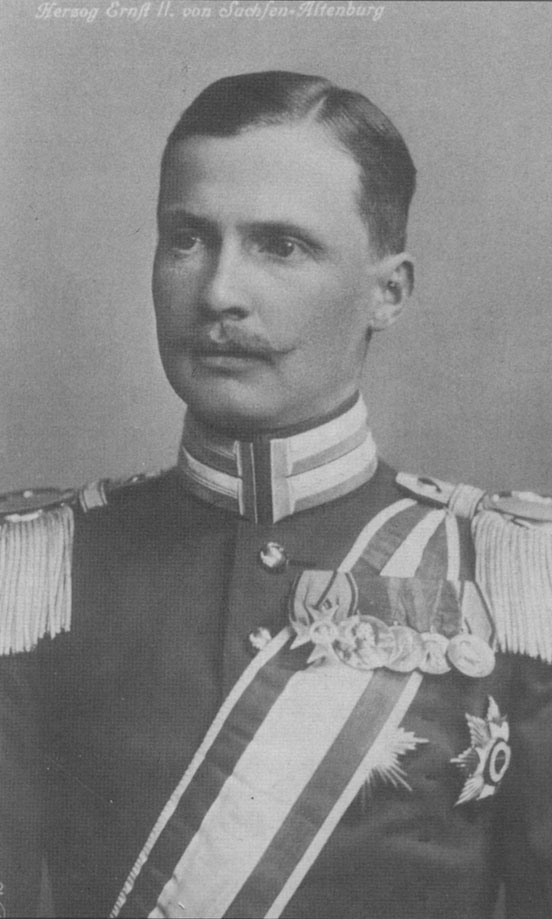
Der letzte Ernestiner: Ernst II. (1915)

Die Stadt wechselte in ihrer Geschichte mehrmals in eine neugeschaffene Landesherrschaft, stand jedoch bis 1918 stets unter ernestinischer Herrschaft.
Bei der Leipziger Teilung Sachsens 1485 erhielt der Kurfürst von Sachsen Landgraf Ernst von Thüringen die Stadt und nach der Erfurter Teilung im Jahr 1572 entstand das ernestinische Herzogtum Sachsen-Weimar, dem Roda und Kloster Roda von Beginn an angehörten.
1603 wurde Sachsen-Altenburg, mit Roda und Kloster Roda, von Sachsen-Weimar abgetrennt. Sachsen-Altenburg wurde 1672 aufgelöst und Roda und Kloster Roda wurden Teil von Sachsen-Gotha-Altenburg.
Die Stadt fiel 1680 an Sachsen-Eisenberg. Roda und Kloster Roda kehrten 1707 zu Sachsen-Gotha-Altenburg zurück. Sachsen-Gotha-Altenburg wurde 1826 aufgelöst und Roda und Kloster Roda bildeten fortan einen Landesteil des neu gegründeten Herzogtums Sachsen-Altenburg.
1848 wurde in Roda die Heil- und Pflegestätte für Geisteskranke gegründet. 1852 wurden die Gemeinden Roda und Kloster Roda vereinigt. 1876 erhielt die Stadt Anschluss an den Eisenbahnverkehr und ein Jahr später wurde eine Holzwarenfabrik gebaut. Am 13. November 1918 endete die Monarchie, nachdem Ernst II. von Sachsen-Altenburg seine Herrschaft niedergelegt und ein sachsen-altenburgischer Freistaat auf gleichem Gebiet gegründet wurde.
Am 1. Mai 1920 erfolgte der Zusammenschluss der Thüringischen Freistaaten zum Land Thüringen. Seit dem 1. Juli 1925 trägt Roda den Namen Stadtroda. Stadtroda war Kreisstadt des Landkreises Stadtroda bzw. ab 1952 des Kreises Stadtroda.
Zeit des Nationalsozialismus
In der Zeit des Nationalsozialismus wurden die Gegner des Naziregimes verfolgt, zu denen neben politischen auch kriegsmüde wie der Dachdecker Max Nützer gehörte, der im April 1945 wegen „Wehrkraftzersetzung“ von einem SS-Kommando in der Sandgrube im Grüntal erschossen wurde. Sein Grab und das Grab zweier KZ-Opfer befinden sich als Gedenkstätte für die Opfer des Faschismus auf dem St.-Jakobs-Friedhof.
In der Landesheilanstalt Stadtroda wurden zwischen 1934 und 1943 1.272 Menschen Opfer von Zwangssterilisationen. Aufgrund von „rassenhygienischen Maßnahmen“, also bewusst herbeigeführten Tod durch Krankheit erzeugende Medikamente sowie die Deportation im Rahmen des „Euthanasie“-Tötungsprogramms Aktion T4 starben zwischen 1939 und 1945 mehr als 4.000 Patienten. Auch die KPD-Reichstagsabgeordnete Helene Fleischer zählte zu den Opfern. Im heutigen Asklepios Fachklinikum GmbH wurde ihnen 1988 ein Denkmal errichtet.
Während des Zweiten Weltkrieges wurden Kriegsgefangene und Zwangsarbeiter aus mehreren europäischen Ländern in Stadt und Umland eingesetzt: unter anderem in den Möbelwerken Gebr. Glaser und in der Marmeladenfabrik. Insgesamt 1.582 Personen waren in 13 „Ostarbeiterlagern“ untergebracht. Auf dem Sankt-Jakobs-Friedhof befindet sich seit 1999 die Gedenkstätte für zahlreiche Opfer von Kriegsgefangenschaft und Zwangsarbeit. Eine Stelle im Park des Klinikums erinnert seit 1985 an die Opfer eines Todesmarsches von Häftlingen des KZ-Außenkommandos Oberndorf.
Am 21. November 1944 war Stadtroda Ziel eines US-Luftangriffs. Das Rathaus wurde zerstört, neun Todesopfer waren zu beklagen.

### Eingemeindungen
Podelsatz wurde am 1. Juli 1950 nach Gernewitz eingemeindet. Gernewitz wiederum wurde zusammen mit Podelsatz am 12. Oktober 1994 in die Stadt Stadtroda eingegliedert. Hainbücht wurde bereits am 18. März 1994 nach Stadtroda eingemeindet. Zum 1. Januar 2019 folgten Bollberg und Quirla.

### Einwohnerentwicklung
Die Einheimischen bezeichnen sich im thüringischen Idiom als „Rodscher“.
Entwicklung der Einwohnerzahl:
| 1837 bis 1960 - 1837: 2679 - 1890: 3662 - 1925: 4469 - 1933: 4572 - 1938: 4811 - 1960: 5480 | 1994 bis 1999 - 1994: 6356 - 1995: 6401 - 1996: 6445 - 1997: 6574 - 1998: 6594 - 1999: 6592 | 2000 bis 2005 - 2000: 6586 - 2001: 6521 - 2002: 6524 - 2003: 6611 - 2004: 6380 - 2005: 6387 | 2006 bis 2011 - 2006: 6320 - 2007: 6288 - 2008: 6277 - 2009: 6093 - 2010: 6057 - 2011: 5961 | 2012 bis 2017 - 2012: 5910 - 2013: 5838 - 2014: 5849 - 2015: 5892 - 2016: 5893 - 2017: 5862 | ab 2018 - 2018: 5893 - 2019: 6646* - 2020: 6590 - 2021: 6570 - 2022: 6726 - 2023: 6712 |

 Datenquelle ab 1994: Thüringer Landesamt für Statistik.
* ab 2019 vergrößerte Stadt Stadtroda

## Religionen

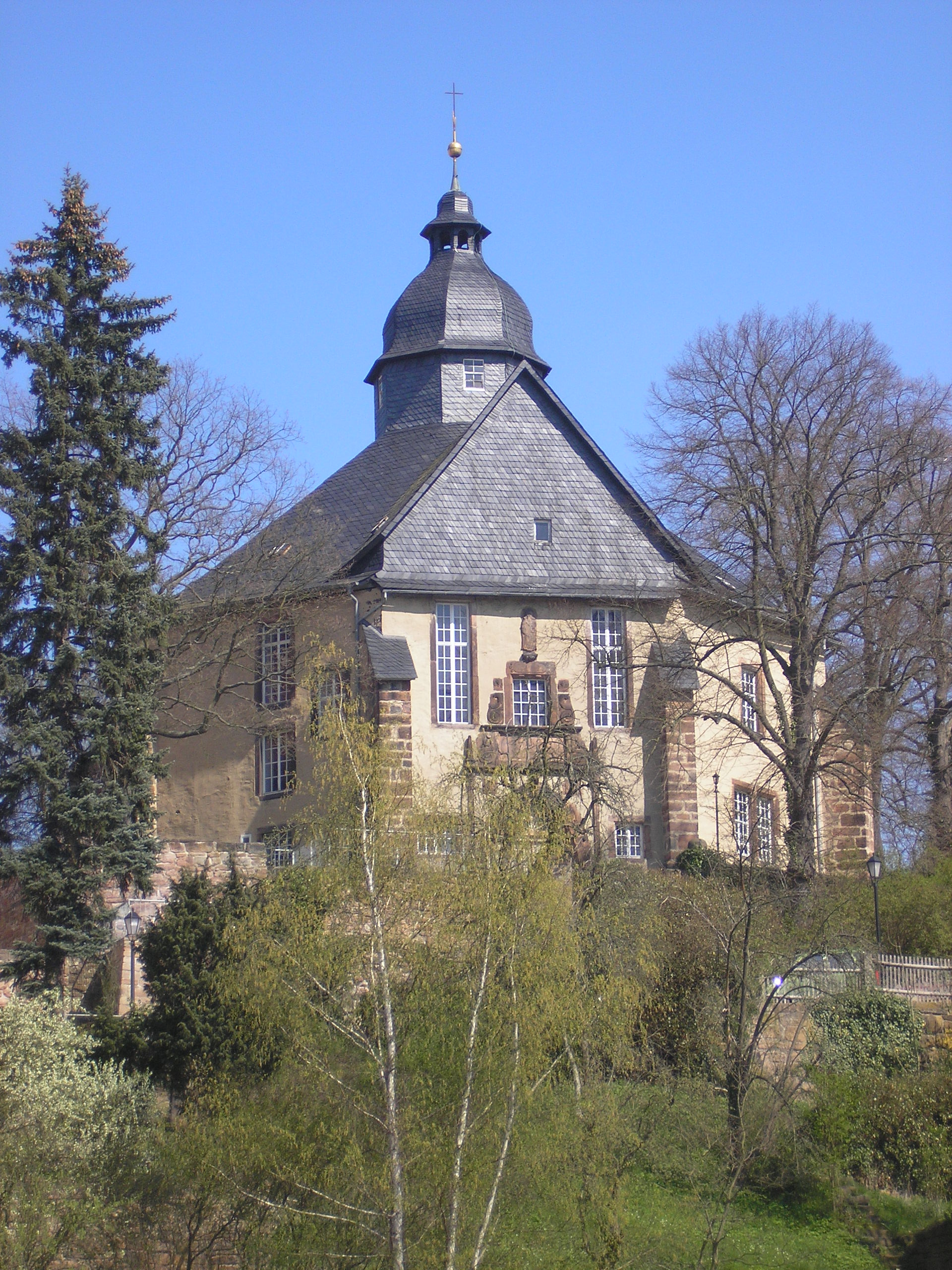
Die Stadtkirche

Neben evangelischer und katholischer Kirchgemeinde besteht eine Adventistengemeinde.
1928 wurde der erste katholische Gottesdienst seit der Reformation in Stadtroda gehalten. 1944 kamen zwei Kapuzinerpatres als erste eigene katholische Seelsorger nach Stadtroda. Durch die Evakuierung des Rheinlandes 1944 sowie durch die Flüchtlingsströme aus Schlesien, dem Ermland sowie Sudetenland kamen nach dem Zweiten Weltkrieg viele Katholiken nach Thüringen, so dass 1954 in Stadtroda die Pfarrei Hl. Geist errichtet und eine Ordensniederlassung der Katharinenschwestern gegründet wurde. Im Jahr 1967 konnte die 1730 erbaute St.-Jakobus-Kirche, die der katholischen Gemeinde schon vorher für Gottesdienste zur Verfügung stand, von der evangelischen Kirche gekauft werden und diente seither als Pfarrkirche. Bis 2009 hatte Stadtroda einen eigenen katholischen Pfarrer. Seit dessen Weggang wird die katholische Gemeinde von Gera aus betreut und gehört seit dem 9. Dezember 2018 als Filialgemeinde zur Pfarrei Gera. Die Gemeinde liegt im Gebiet des Bistums Dresden-Meißen und ist organisatorisch dem Dekanat Gera zugeordnet.
Die über 1000 Jahre alte evangelische Heilig-Kreuz-Kirche ist die älteste Kirche der Stadt.

## Politik

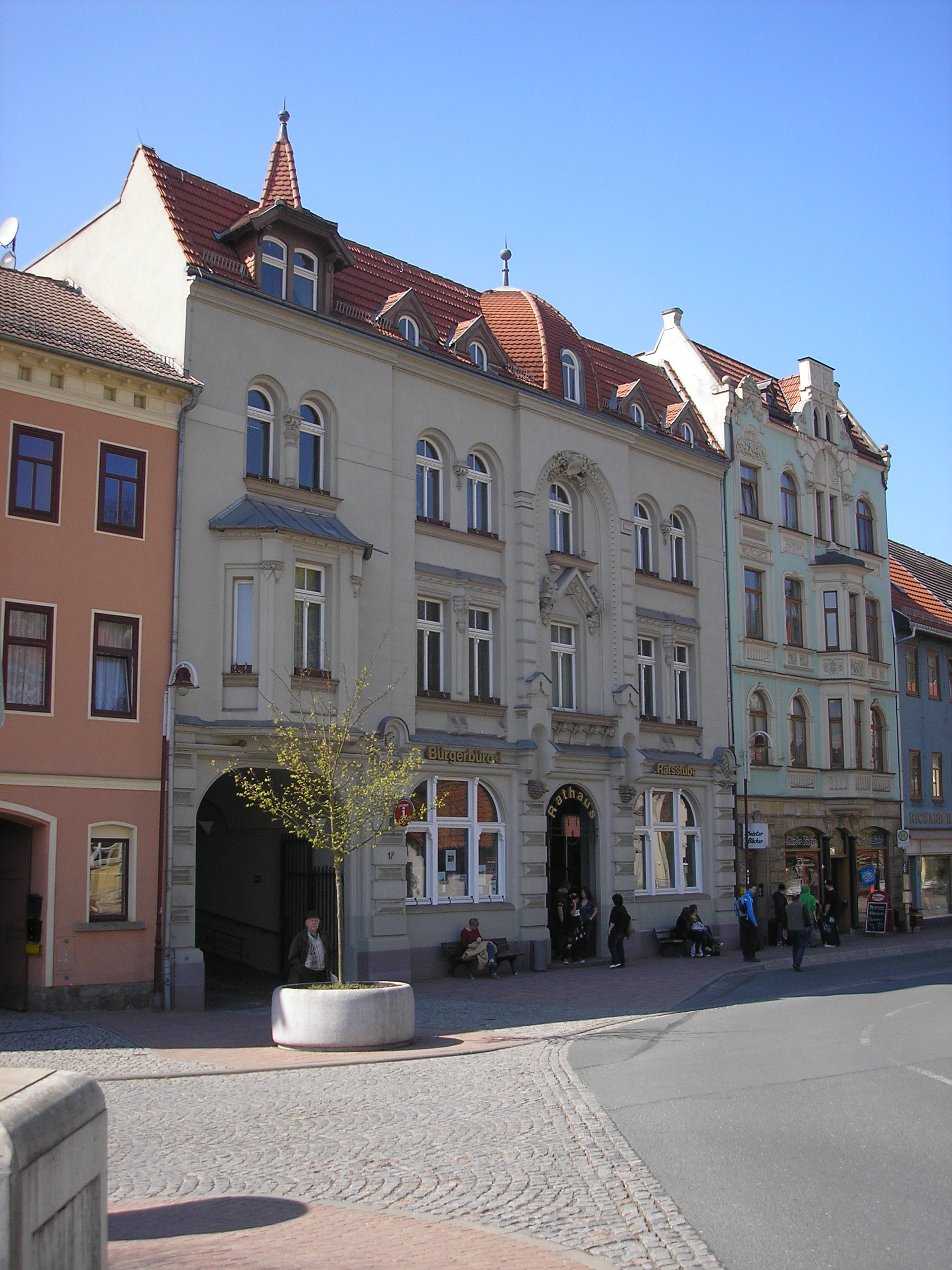
Das Rathaus

### Stadtrat
Seit der Kommunalwahl vom 29. Mai 2024 setzt sich der Stadtrat wie folgt zusammen:
| Partei / Liste          | CDU    | Die Linke | SPD/OL* | FDP   | FWG    | FWG Q/D** | Gesamt |
| Sitze                   | 3      | 1         | 6       | 2     | 7      | 1         | 20     |
| Stimmenanteil           | 17,7 % | 5,1 %     | 28,7 %  | 7,8 % | 33,9 % | 6,8 %     | 100 %  |
| Wahlbeteiligung: 70,3 % |        |           |         |       |        |           |        |

* SPD/Offene Liste     ** Freie Wählergemeinschaft Quirla/Dorna

### Bürgermeister
Bei den Bürgermeisterwahlen am 22. April 2012 konnte sich Klaus Hempel (FWG) mit 53,5 % der Stimmen gegen den langjährigen Bürgermeister Harald Kramer (CDU) durchsetzen.
Am 30. November 2012 erklärte die Kommunalaufsicht des Landkreises die Wahl des Bürgermeisters für ungültig und enthob Klaus Hempel mit sofortiger Wirkung seines Amtes. Am 20. Dezember 2012 hob das Verwaltungsgericht Gera aufgrund eines Eilantrags des Bürgermeisters die Amtsenthebung wieder auf und entschied am 20. Februar 2013 zugunsten Hempels.
Am 15. April 2018 wurde Klaus Hempel mit 82,5 % der abgegebenen gültigen Stimmen für eine zweite Amtszeit gewählt, er setzte sich dabei gegen einen Mitbewerber durch. Auch im Jahr 2024 konnte sich Klaus Hempel mit 61,1 % der gültigen Stimmen gegen zwei Mitbewerber durchsetzen.
Bürgermeister seit 1886
| - 1886–1892: Gottfried Knoch - 1892–1898: Friedrich Goedel - 1898–1906: Hermann Loeser - 1906–1908: Wilhelm Dieterici - 1908–1928: Rudolf Goedecke - 1928–1934: Ernst Paul Schönherr - 1935–1938: Franz Degen - 1938–1941: Gerhard Wunderling - 1941–1942: Max Oswald (amtierend) - 1942–1945: ? Horn - 1945: Max Oswald (amtierend) - 1945–1946: Wilhelm Meier - 1946–1950: Otto Seifarth - 1950–1953: Ernst Klinger - 1953–1954: Theo Wurlitzer | - 1954–1955: Rudolf Pabst (amtierend) - 1955: Georg Vater - 1955–1958: Walter Hilbert - 1959–1961: Kurt Krüger - 1961–1965: Günter Hoppe - 1965–1972: Kurt Neugebauer - 1972: Volkmar Ernst - 1972–1984: Heinz Rosenkranz - 1984–1986: Kurt Halbauer - 1986–1990: Rainer Haufe - 1990–1992: Karl-Heinz Herrmann - 1992: Harald Reuter (amtierend) - 1992–2012: Harald Kramer (CDU) - seit 2012: Klaus Hempel (FWG) |

### Städtepartnerschaften
- Tachov, Tschechische Republik
- Homberg (Ohm), Hessen, seit 1990

## Kultur und Sehenswürdigkeiten
Sehenswerte Bauwerke sind das barocke Schloss aus dem 17. Jahrhundert, die Stadtkirche St. Salvator aus dem späten 16. Jahrhundert und die romanisch-gotisch-barocke Heilig-Kreuz-Kirche, mit deren Bau um 1040 begonnen wurde. Außerdem zählt die Ruine des Klosters Roda zu den Sehenswürdigkeiten.
Mit dem denkmalgeschützten Roten Tor aus rotem Sandstein, dem einzigen bis in die Neuzeit erhaltenen von ehemals fünf Stadttoren, verbindet sich folgende Überlieferung aus dem Jahr 1450:
Zwischen Kloster Roda (damals noch eigenständig) und dem Stadtrat Rodas kam es zu einem Streit über Bierbraurechte. Der Propst des Klosters rief den Grafen Heinrich von Gera zur Hilfe. Roda verschloss die Tore der Stadt vor den anrückenden Truppen. Ein Riegel für das „Rote Tor“ konnte nicht gefunden werden und wurde durch eine Möhre ersetzt. In der folgenden Nacht wurde diese Möhre durch die Ziege eines Schneiders gefressen und der Feind konnte in die Stadt eindringen. So verlor Roda diesen Krieg.
An den Bürgern Rodas blieb der Spottname Rodsche Möhrenschaber haften. Das Wappen der Stadt, das heute drei rote Türme enthält, soll ursprünglich aus drei Möhren bestanden haben. Das Rote Tor wurde am 14. April 2010 durch einen Auffahrunfall eines Müllfahrzeugs vollständig zerstört, nachdem es 2009 bis 2010 anlässlich der Feiern zur 700-jährigen Geschichte der Stadt am 28. Mai 2010 für mehr als 100.000 Euro restauriert worden war. Das Tor wurde im Jahr 2011 unter teilweiser Verwendung der alten Mauersteine wieder aufgebaut. Nachdem hierfür zunächst eine Spendenaktion ins Leben gerufen wurde, kam die Versicherung des LKW für den Wiederaufbau auf.
Das Fachwerkensemble Hammermühle liegt an der Mündung des Zeitzbaches in die Roda.

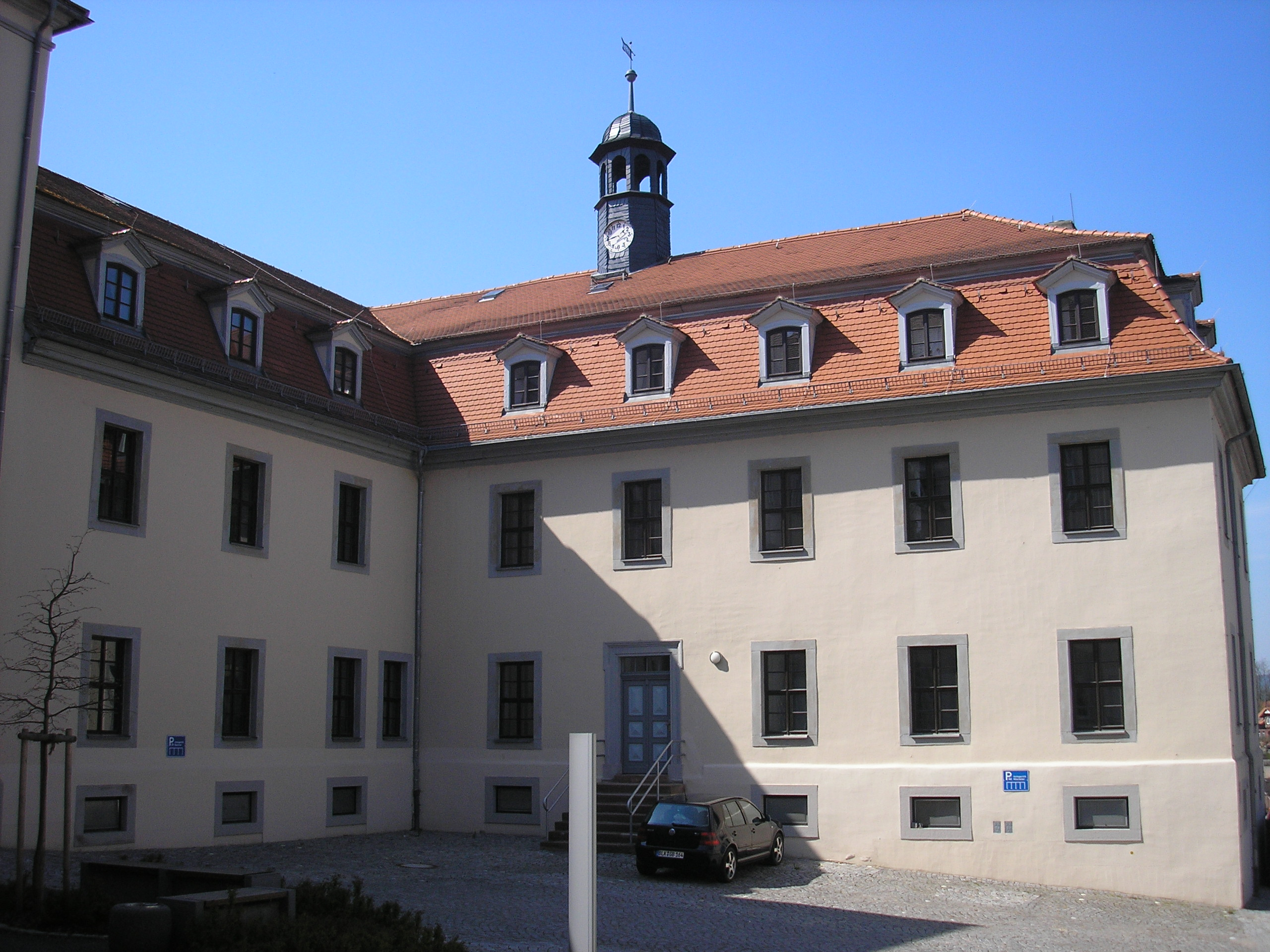
Das Schloss vom Innenhof gesehen
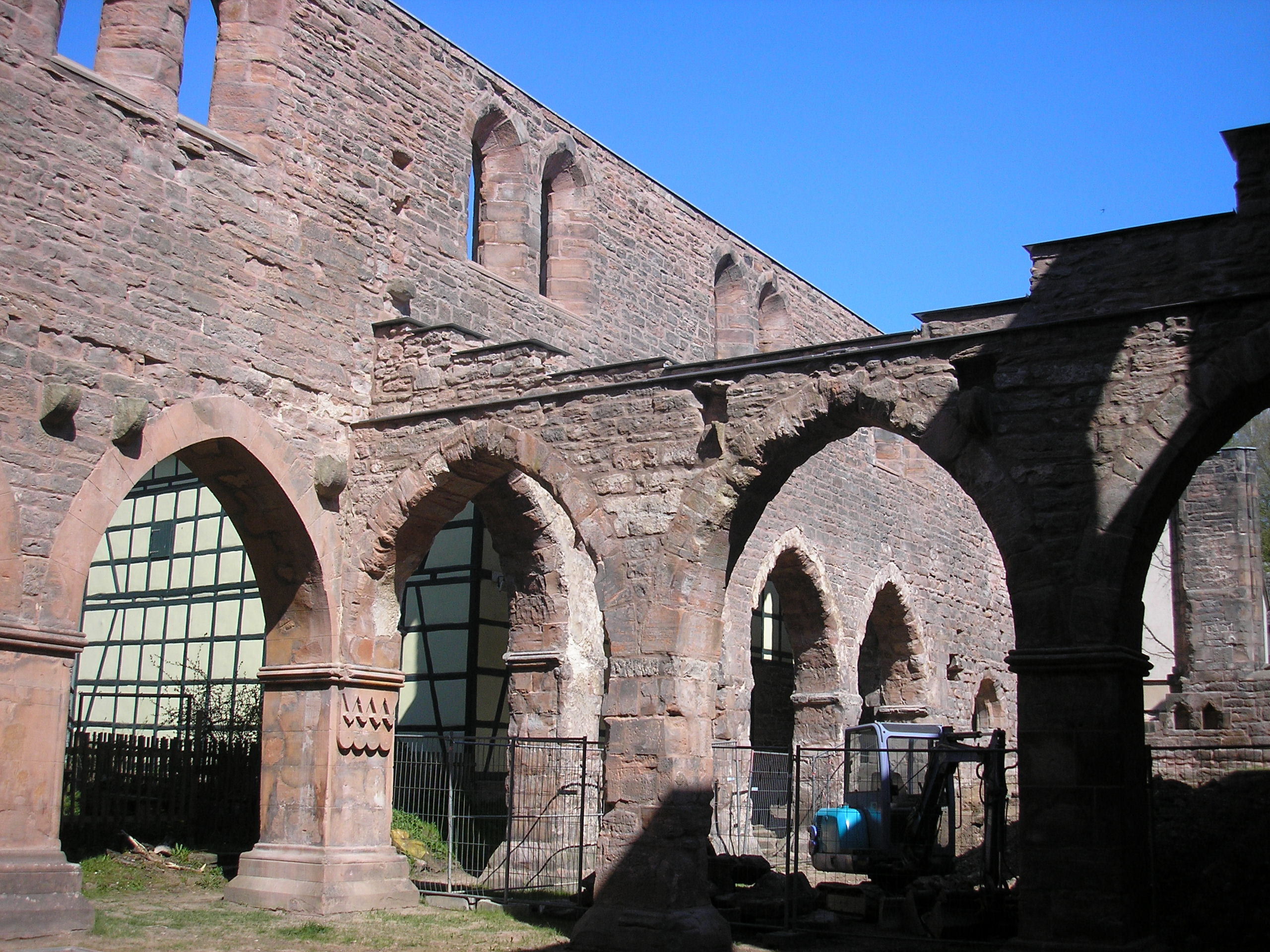
Ruine des Klosters Roda
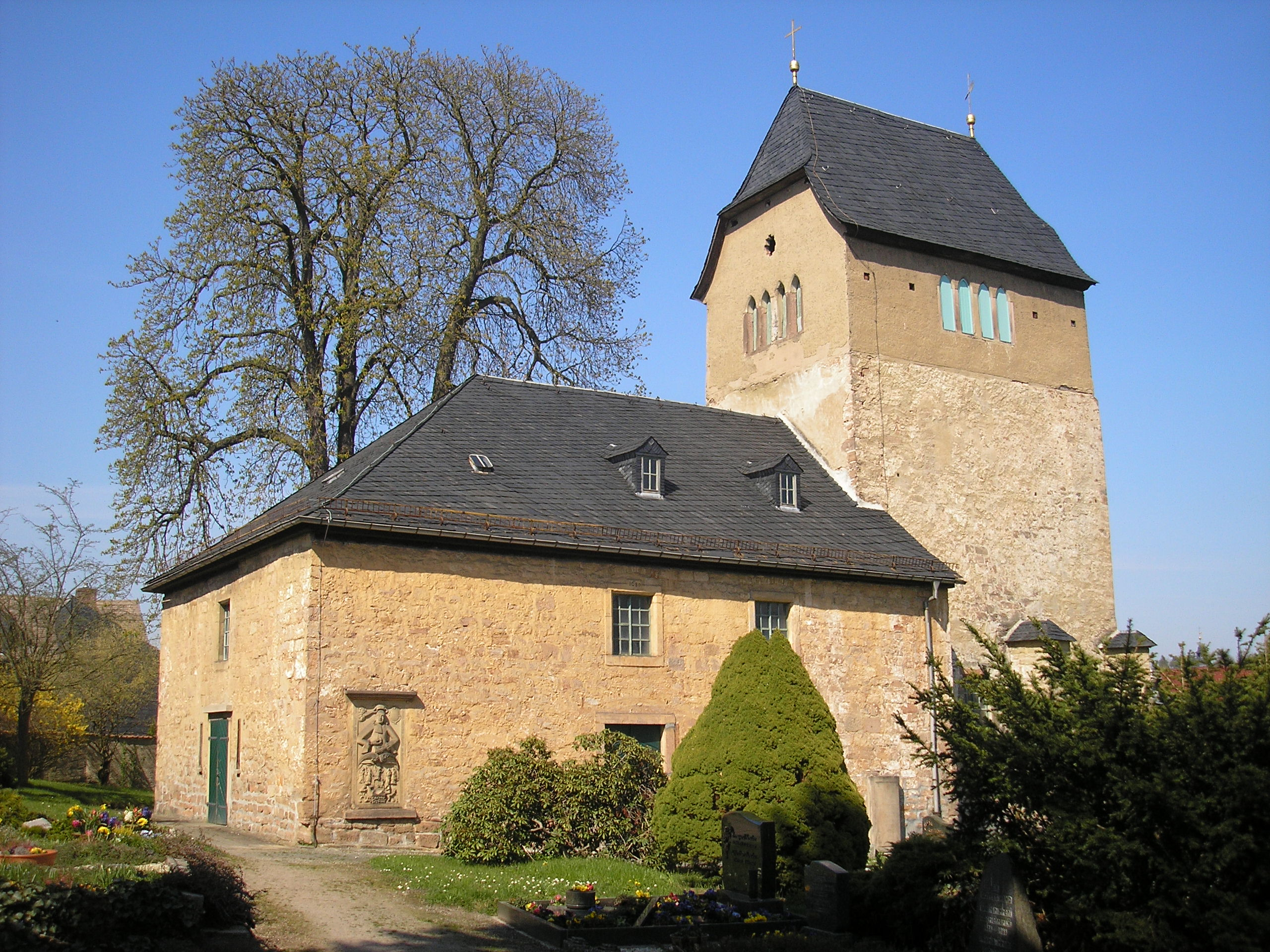
Die Heilig-Kreuz-Kirche am Alten Markt (2010, inzwischen neu verputzt)
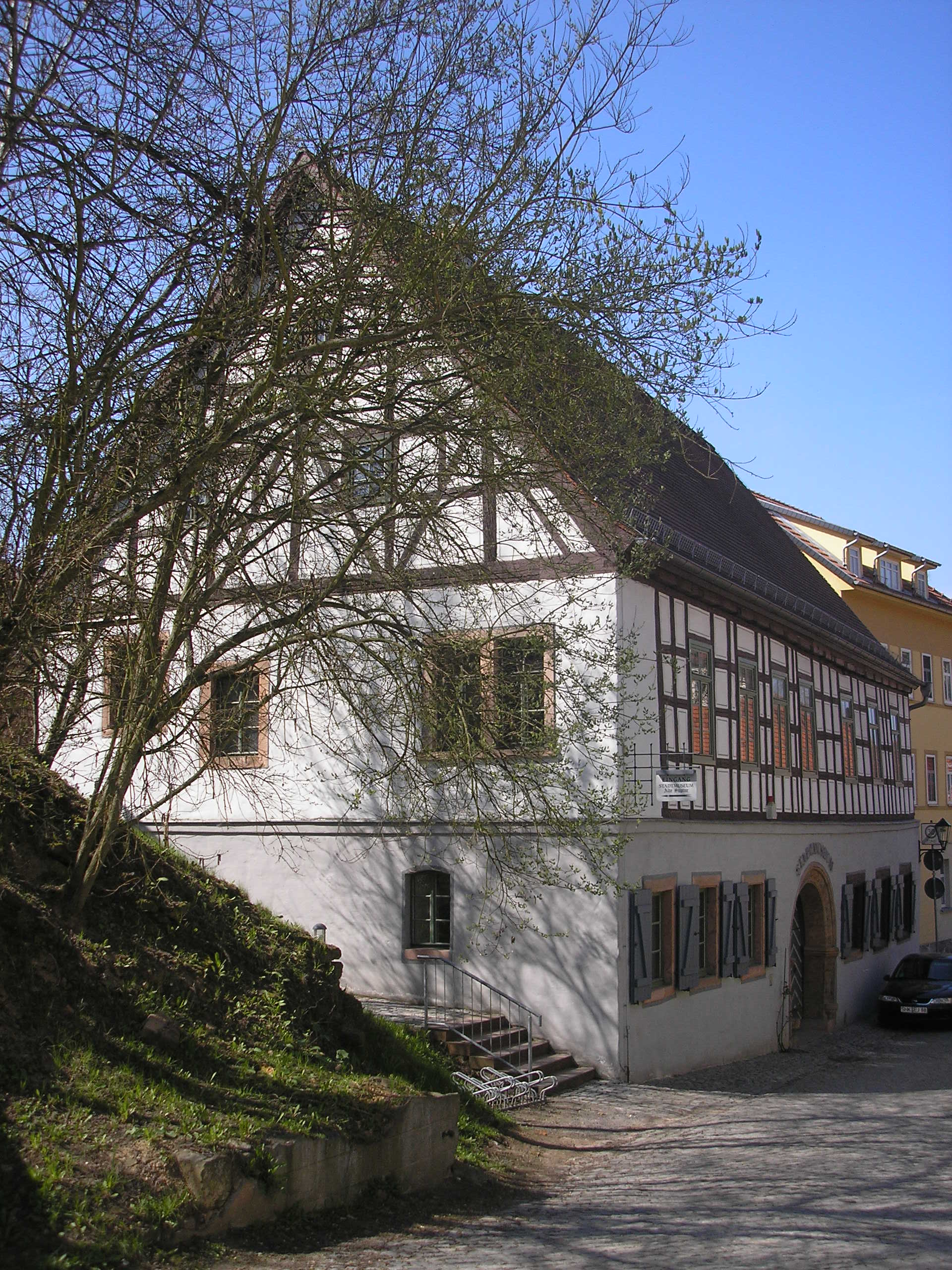
Stadtmuseum in der alten Superintendentur
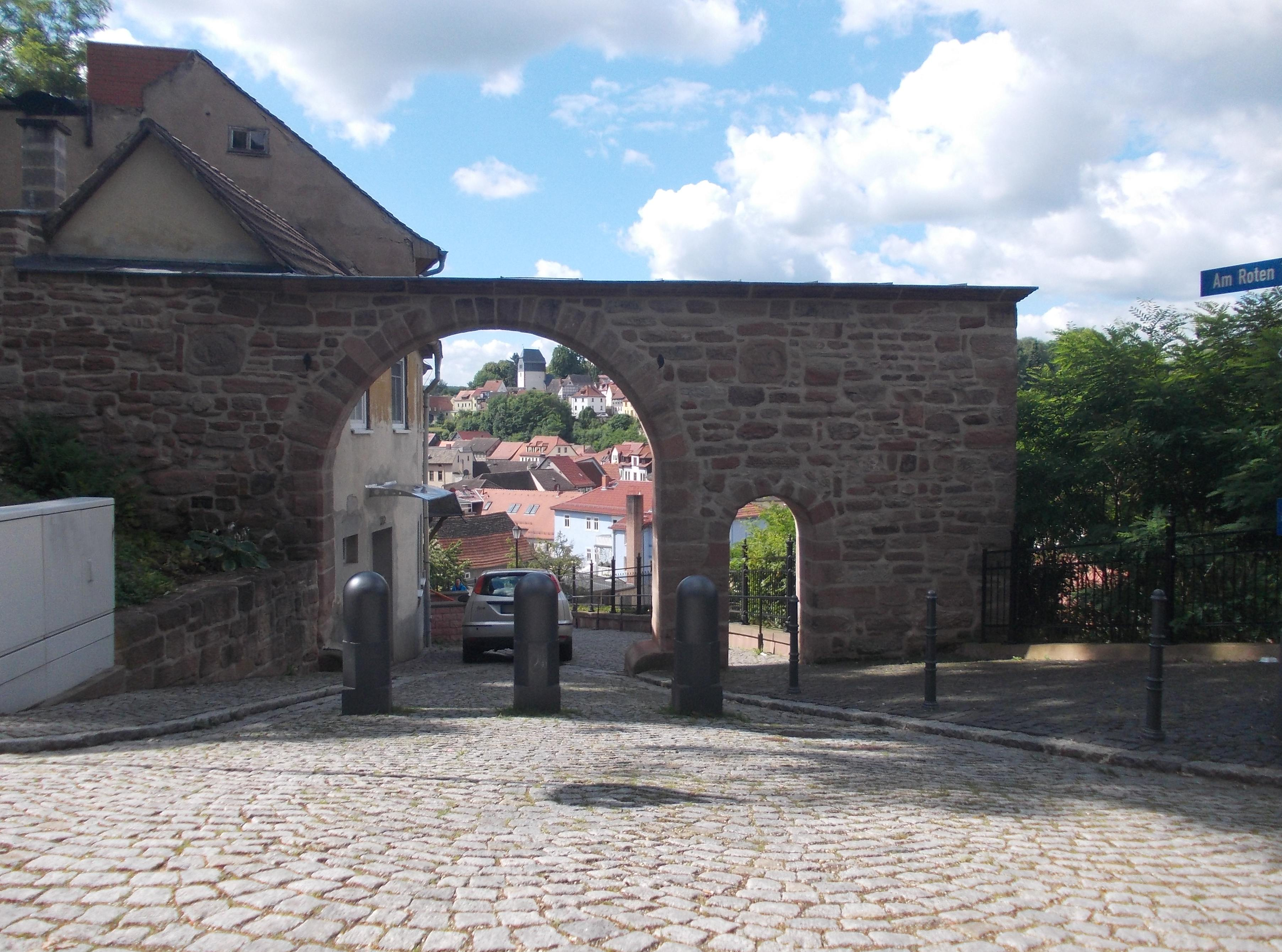
Das Rote Tor
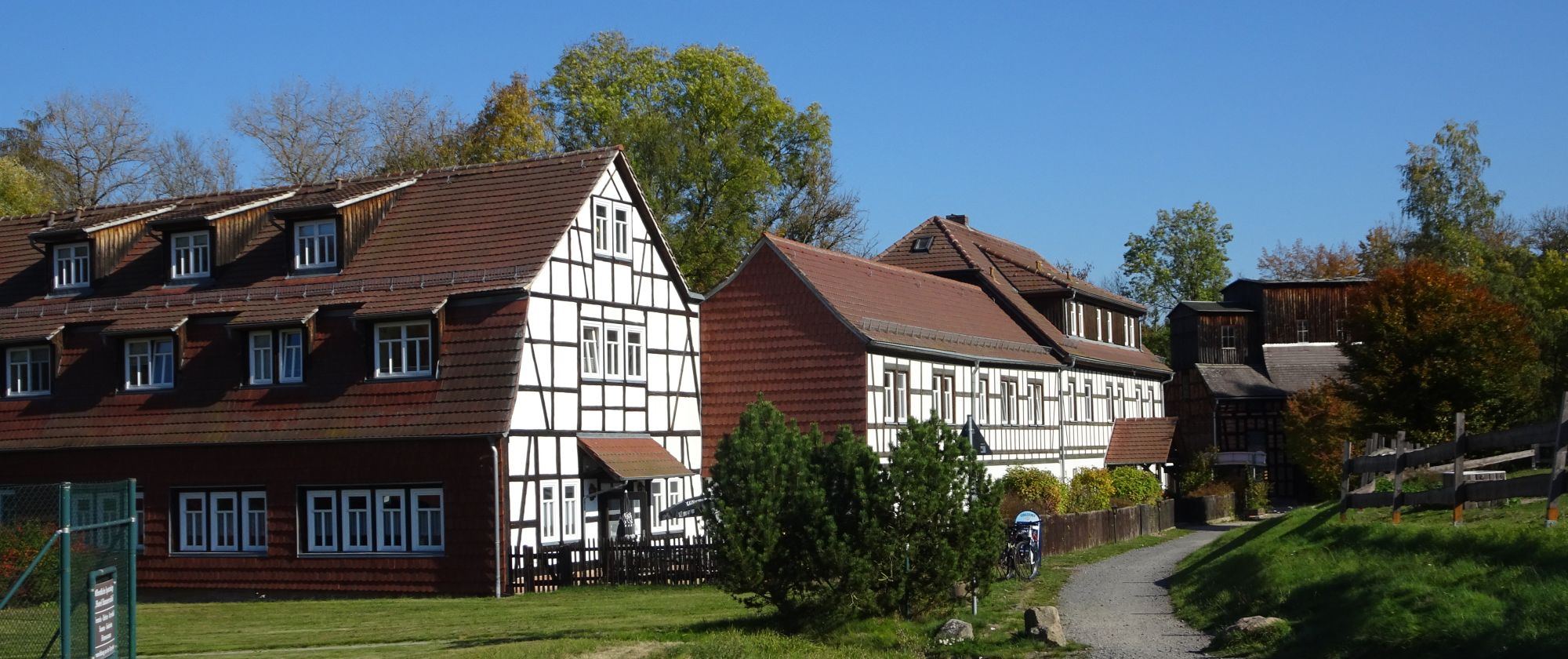
Hammermühle

## Wirtschaft und Infrastruktur
Stadtroda ist ein staatlich anerkannter Erholungsort.

### Öffentliche Einrichtungen
Die Stadt ist Sitz des Amtsgerichts Stadtroda, das zum Bezirk des Landgerichts Gera gehört.

### Verkehr

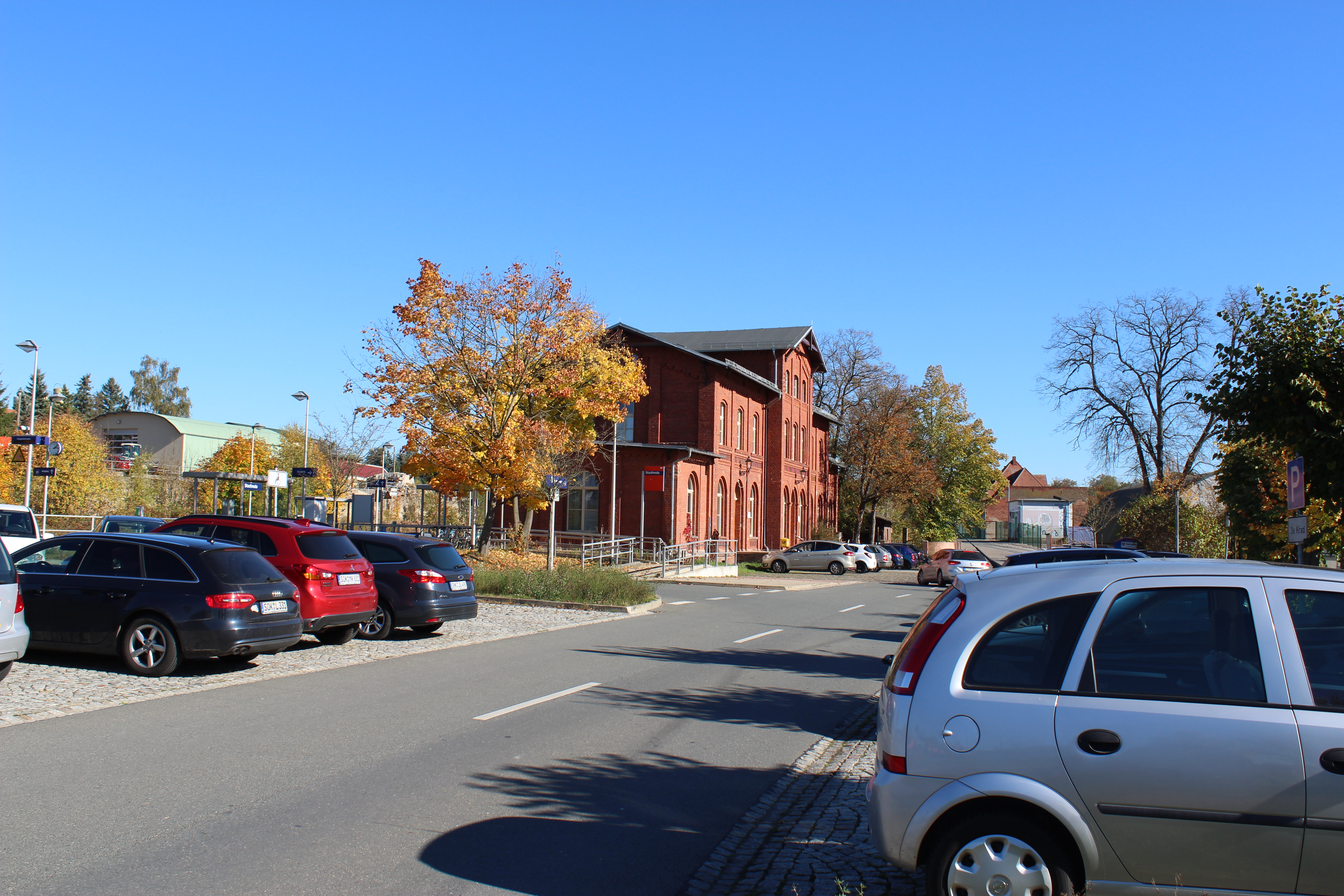
Bahnhof Stadtroda (2017)

Der zweigleisige Haltepunkt Stadtroda liegt an der Bahnstrecke Weimar–Gera – Teil der Mitte-Deutschland-Verbindung – und ist mit drei Linien der Deutschen Bahn an das überregionale Nahverkehrsnetz angeschlossen. Es steht ein rechnerischer 40-Minuten-Takt Erfurt Hauptbahnhof–Jena West–Jena-Göschwitz–Stadtroda–Hermsdorf-Klosterlausnitz–Gera Hauptbahnhof zur Verfügung, die Verbindung Göttingen–Erfurt Hauptbahnhof–Jena-Göschwitz–Stadtroda–Hermsdorf-Klosterlausnitz–Gera Hauptbahnhof–Glauchau wird zweistündlich bedient.
Stadtroda ist über die Bundesautobahn 4 (Erfurt–Hermsdorfer Kreuz) an das Autobahnnetz angeschlossen. Landesstraßen führen nach Gera (L 1076), Jena, Neustadt an der Orla (beide L 1077) und Ruttersdorf-Lotschen (L 2315).

### Bildung
- Staatliches Gymnasium „J.-H. Pestalozzi“ Stadtroda,[22] gebaut 1907
- Staatliche Regelschule „Auf der Schönen Aussicht“ Stadtroda,[23] erbaut 1981
- Staatliche Grundschule „Milo Barus“ Stadtroda[24]
- Fachschule für Agrarwirtschaft und Hauswirtschaft,[25] seit 1. Oktober 1920

### Sport
Der mitgliederstärkste Verein der Stadt ist der FSV Grün-Weiß Stadtroda. Die 1. Fußballmännermannschaft spielt in der Landesklasse des Thüringer Fußballverbandes. Die Frauenmannschaft spielt in der Kreisoberliga Thüringen. Seit der Eröffnung des neuen Stadions im Jahr 2000 hat der Verein auch eine Leichtathletik-Abteilung. Bekanntestes Mitglied beim FSV ist der frühere Präsident des Deutschen Fußball-Bundes, Theo Zwanziger, der ihm seit 1992 angehört und 2005 zum Ehrenmitglied ernannt wurde.
Der andere große Sportverein Stadtrodas ist der TSV Stadtroda 1890, dessen größte Abteilung die Abteilung Handball ist. Die Handballmannschaft der Herren spielt zur Saison 2020/21 in der Verbandsliga der Herren (Staffel 1) und die Damenmannschaft in der Verbandsliga der Damen (Staffel 2). Daneben gibt es im TSV Abteilungen für Volleyball, Tischtennis, Turnen und Frauensport.
Mit Vorwärts Stadtroda besteht ein Judoverein, der schon seit vielen Jahrzehnten existiert.

## Persönlichkeiten
Nach der Faustsage wurde Johann Georg Faust 1480 in Roda geboren. Historisch gibt es dafür jedoch keinen Beleg. Sein angebliches Geburtshaus sollte 1892 zunächst nach Chicago als Attraktion für die Weltausstellung 1893 verkauft werden. Nachdem dieses Vorhaben gescheitert war, wurde das Haus 1896 abgetragen.

### Ehrenbürger
- Paul von Hindenburg (1847–1934), Generalfeldmarschall[31]

### Söhne und Töchter der Stadt
- Wolfgang Werther Mühlpfordt (1575–1623), Rechtswissenschaftler
- Luise (1756–1808), Prinzessin von Sachsen-Gotha, Herzogin zu Mecklenburg-Schwerin, Ehefrau des Regenten ebd.
- Friedrich Gottlieb Müller (1816–1908), Lithograph, Fotograf, Zeichenlehrer, Drucker und -unternehmer
- Gustav Adolf Glaßer (1819–1877), Jurist und Politiker, Abgeordneter im Landtag von Sachsen-Weimar-Eisenach
- Bernhard Liebold (1843–1916), Architekt, Baubeamter, Lehrer, Unternehmer und Politiker
- Julius Kniese (1848–1905), Leiter der Bayreuther Festspiele
- Ernst Burger (1862–nach 1935), Unternehmer und Kommunalpolitiker in Chemnitz
- Paul Leopold Friedrich (1864–1916), Chirurg
- Karl Heinrich Lauterbach (1878–1952), Kolonialwarenhändler und Politiker (Wirtschaftspartei), Reichstagsabgeordneter
- Karl Stöckigt (1878–?), Tischler und Politiker (USPD)
- Gertrud Schäfer (1897–1987), Pastorin
- Gerhard Buchda (1901–1977), Rechtshistoriker
- Horst Korber (1927–1981), SPD-Politiker und Senator in Berlin
- Joachim Erwin (1949–2008), Jurist und CDU-Politiker, Oberbürgermeister von Düsseldorf 1999–2008

### Weitere mit Roda oder Stadtroda verbundene Personen
- W. Hassenstein (?-?): Autor von Hassenstein einst und jetzt, Papiermühle bei Roda (Stadtroda in Thüringen), 1904.
- Louis Krause (1873–1961), Holzbildhauer und Politiker
- Margarete Hielscher (1899–1985), Ärztin an den Thüringischen Landesheilanstalten und am Krankenhaus in Stadtroda, die im Rahmen der „Kinder-Euthanasie“ an NS-Verbrechen beteiligt war
- Gerhard Kloos (1906–1988), Mediziner an den Thüringischen Landesheilanstalten und am Krankenhaus in Stadtroda, der im Rahmen der „Kinder-Euthanasie“ an NS-Verbrechen beteiligt war
- Bernhard Rachwalski (1933–2023), römisch-katholischer Geistlicher, legte in Stadtroda das Abitur ab
- Elisabeth Mengel-Stähle (* 1982), Politikerin (AfD), lebt in Stadtroda